# 45 Serpentis
45 Serpentis är en vit stjärna i huvudserien i stjärnbilden  Ormen.
45 Serpentis har visuell magnitud +5,64 och är svagt synlig för blotta ögat vid god seeing. Den befinner sig på ett avstånd av ungefär 325 ljusår.